# Estación Alta Córdoba
Alta Córdoba es una estación de ferrocarril de la ciudad de Córdoba, Provincia de Córdoba, Argentina. Se encuentra el barrio de Alta Córdoba.

## Servicios
Es una de las estaciones terminales del servicio interurbano que presta la empresa estatal Trenes Argentinos Operaciones entre esta estación y Capilla del Monte, del denominado Tren de las Sierras.
Sus vías corresponden a los ramales A1, CC y A8 del Ferrocarril General Belgrano. Sus vías e instalaciones están bajo concesión de la empresa Trenes Argentinos Cargas.